# LRR1

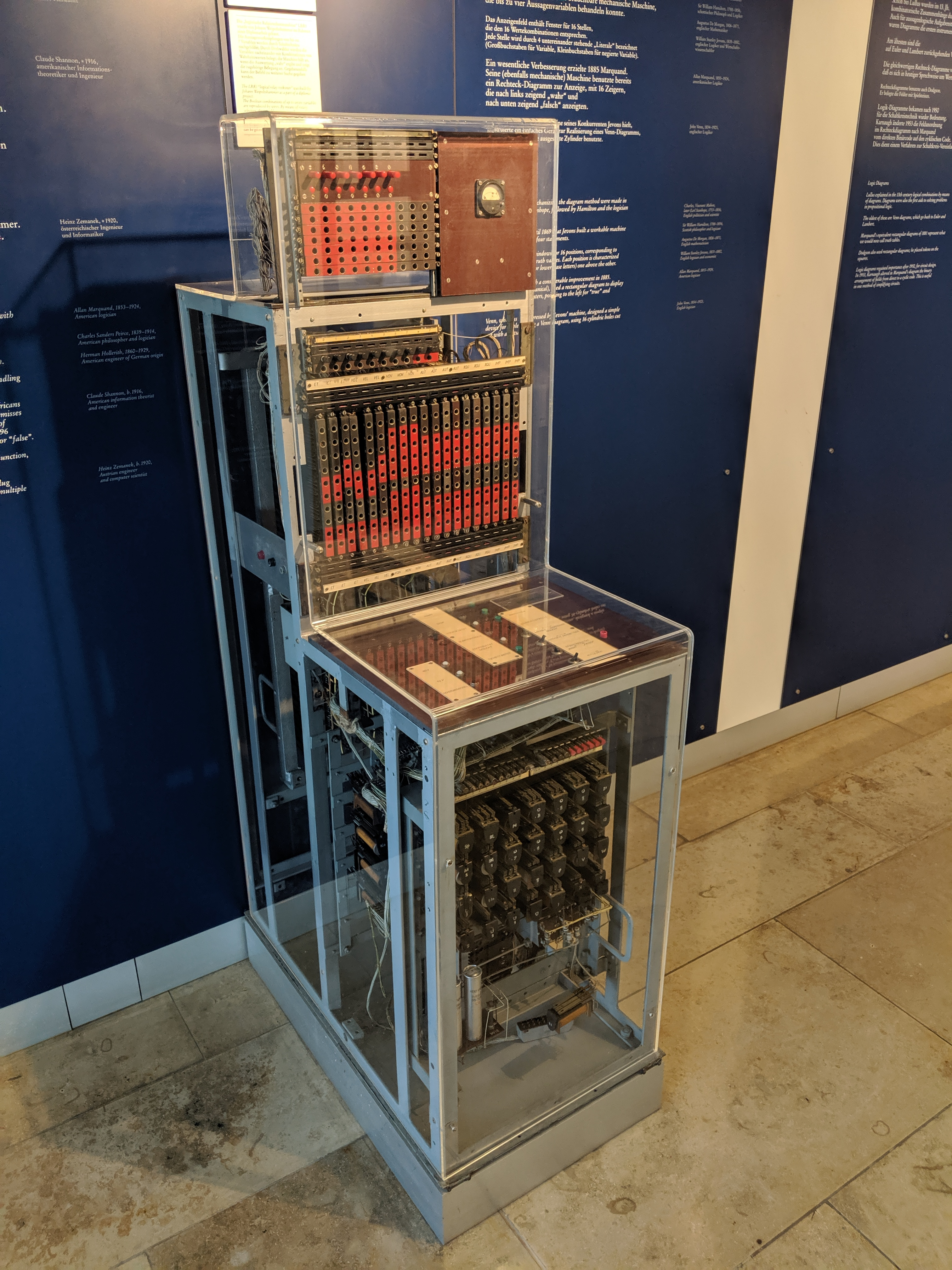
LRR1 im Deutschen Museum

Die Logistische Relaisrechenmaschine 1 (LRR1), eine aussagenlogische Maschine, wurde 1954 von Johann Weipoltshammer im Rahmen seiner vom jungen Heinz Zemanek betreuten Diplomarbeit entwickelt.
Die Maschine berechnet für einen gegebenen aussagenlogischen Ausdruck (Aussage) die Wahrheitstabelle beziehungsweise einen Teil davon. LRR1 verarbeitet Aussagen in maximal sieben Variablen, die bis zu 38 logische Konnektive (Junktoren) enthalten dürfen, davon maximal je sechs Konjunktionen, Disjunktionen, Konditionale (=materiale Implikationen), Bikonditionale (objektsprachliche Äquivalenz) und Negationen sowie acht Antivalenzen.
Eingegeben wird die Aussage im Prinzip in Peano-Russell-Notation, einer Infix-Schreibweise. Die Eingabe erfolgt aber nicht über Tastatur, sondern – für die damalige Zeit nicht unüblich – mit Steckschnüren. Dabei werden Kontakte zwischen Satzbuchstaben-Buchsen und Konnektiv-Buchsen hergestellt. Um die Konjunktion „P und Q“ auszudrücken, würde man daher wie folgt vorgehen:
- Man verbindet einen der P-Kontakte mit dem linken Eingang einer freien Konjunktions-Buchse.
- Man verbindet einen der Q-Kontakte mit dem rechten Eingang derselben Konjunktions-Buchse.
- Man verbindet den Ausgang der Konjunktions-Buchse mit dem Eingang des Rechenwerks.

Hat man sich an diese Eingabelogik gewöhnt, kann man relativ rasch auch komplexe Aussagen eingeben. Wollte man z. B. „(P und Q) oder R“ berechnen, also die Disjunktion der Konjunktion aus dem vorigen Beispiel und dem Satzbuchstaben R, dann würde man wie folgt vorgehen:
- Man steckt das obige Beispiel, verbindet jedoch den Ausgang der Konjunktions-Buchse nicht direkt mit dem Rechenwerk, sondern mit dem linken Eingang einer freien Disjunktions-Buchse.
- Man verbindet einen der R-Kontakte mit dem rechten Eingang derselben Disjunktions-Buchse.
- Schließlich verbindet man den Ausgang dieser Disjunktions-Buchse mit dem Eingang des Rechenwerks.

Wenn auch von Weipoltshammer selber nicht so gesehen, kann man diese Eingabelogik unmittelbar als Baumschreibweise verstehen, d. h. als direkte 1:1-Darstellung des Ausdrucksbaums der einzugebenden Aussage. Die gesteckten Schnüre repräsentieren dabei die Kanten im Ausdrucksbaum.
Mittels Telefon-Drehwählern erzeugt die Maschine in geordneter Reihenfolge alle Wahrheitswertzuordnungen für die in der eingegebenen Aussage vorkommenden Satzbuchstaben (Satzvariablen). Unter jeder dieser Zuordnungen wird die untersuchte Aussage ausgewertet. Die Maschine hält wahlweise nach jedem Schritt an (wenn man jedes Ergebnis aufschreiben möchte, um auf diese Weise eine Wahrheitstabelle zu bilden), oder sie rechnet so lang weiter, bis ein von der Anwenderin vorgegebenes Ergebnis (wahr oder falsch) erreicht wird (wenn man die Aussage erfüllen bzw. eine Widerlegung finden möchte).
Zum vollständigen Durchrechnen einer maximal komplexen Aussage benötigt die LRR1 gut eineinhalb Minuten (100 Sekunden). Heute steht die Maschine im Deutschen Museum in München.